# Paulikovics Iván
Paulikovics Iván (Budapest, 1953. december 24. –) magyar szobrász, a zebegényi Szőnyi Szabadiskola tanára.

## Munkássága
Paulikovics Iván szobrászművész a Képző- és Iparművészeti Szakközépiskolában tanult 1968-1972 között. 1977-ben végezte el a Magyar Képzőművészeti Főiskolát. Mestere Somogyi József szobrászművész volt. 1977-1978 között továbbképzős növendéke volt a moszkvai Szurikov Intézetnek. A szobrászat valamennyi ágazatában mesterien dolgozó művész. Elsősorban kisplasztikákat és monumentális kompozíciókat készít. Műveinek anyaga leginkább bronz, de gyakran kombinálja kővel.
Tanulmányúton járt több európai országban (1980-1983: Derkovits-ösztöndíj; 1984: a Római Magyar Akadémia ösztöndíj). 1983-1984-ben a nagyatádi Faszobrász Alkotótelepen, 1984-1986-ban a siklósi Kerámia Alkotótelepen dolgozott. A DunapArt Alkotóközösség és a Magyar Művészeti Műhely tagja, 1979 óta kiállító művész.
Művészete figura-központú, realista szemléletű, azonban műveinek atmoszféráját groteszk módon teszi színesebbé. Kompozícióin belüli meghökkentő léptékváltásai erősítik az ellentétek között áramló feszültséget. Portrészobrai és portré-emlékművei a jellem és az álarc, a morális stabilitás és az illékony pillanatnyiság eredeti ötvözetei. Mesterien elkészített, szellemes alkotásai – melyek mögött hatalmas tárgyi tudás fedezhető fel – a nézőt aktív figyelemre, asszociatív gondolkodásra késztetik.

## Díjai, elismerései
- 1981: az Ösztöndíjasok kiállítása nívódíja;
- 1982: a Vas megyei Tanács Derkovits-díja;
- 1983: VIII. Országos Kerámia Biennálé a KISZ Központi Bizottság különdíja, Pécs; a nagyatádi faszobrászati szimpózium pályadíja;  *1986: Szakszervezetek Országos Tanácsa-ösztöndíj; Stúdió '86 Szakszervezetek Országos Tanácsa különdíj, Budapesti Történeti Múzeum;
- 1987: Tavaszi Tárlat Nógrád megyei Tanács díja, Salgótarján;
- 1990: Kölcsey Ferenc kiállítás szobrászati díj, Petőfi Irodalmi Múzeum, Budapest. 1992-1993 között a Képző- és Iparművészeti Szakközépiskola tanára.
- 2003: A Magyar Köztársasági Érdemrend lovagkeresztje

## Galéria

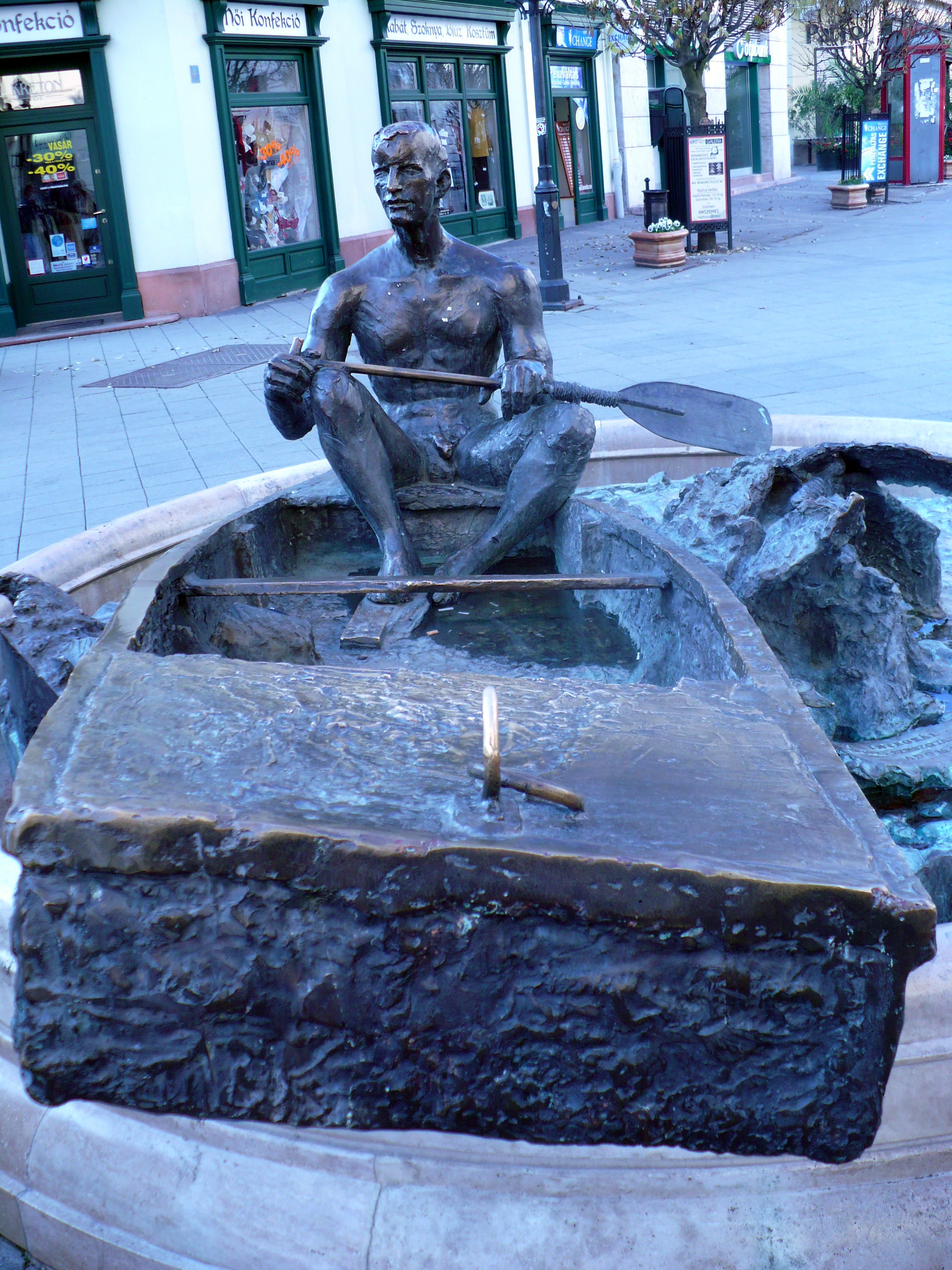
Csónakos szobor
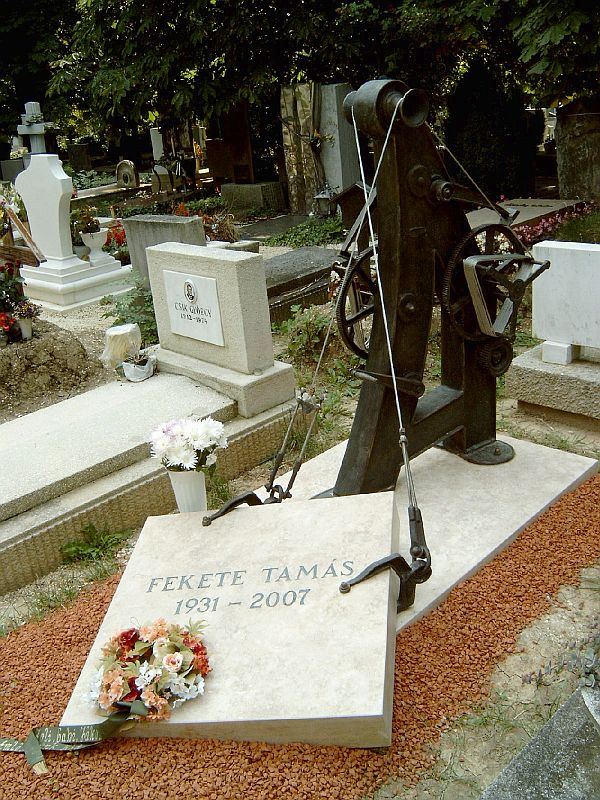
Fekete Tamás sírja
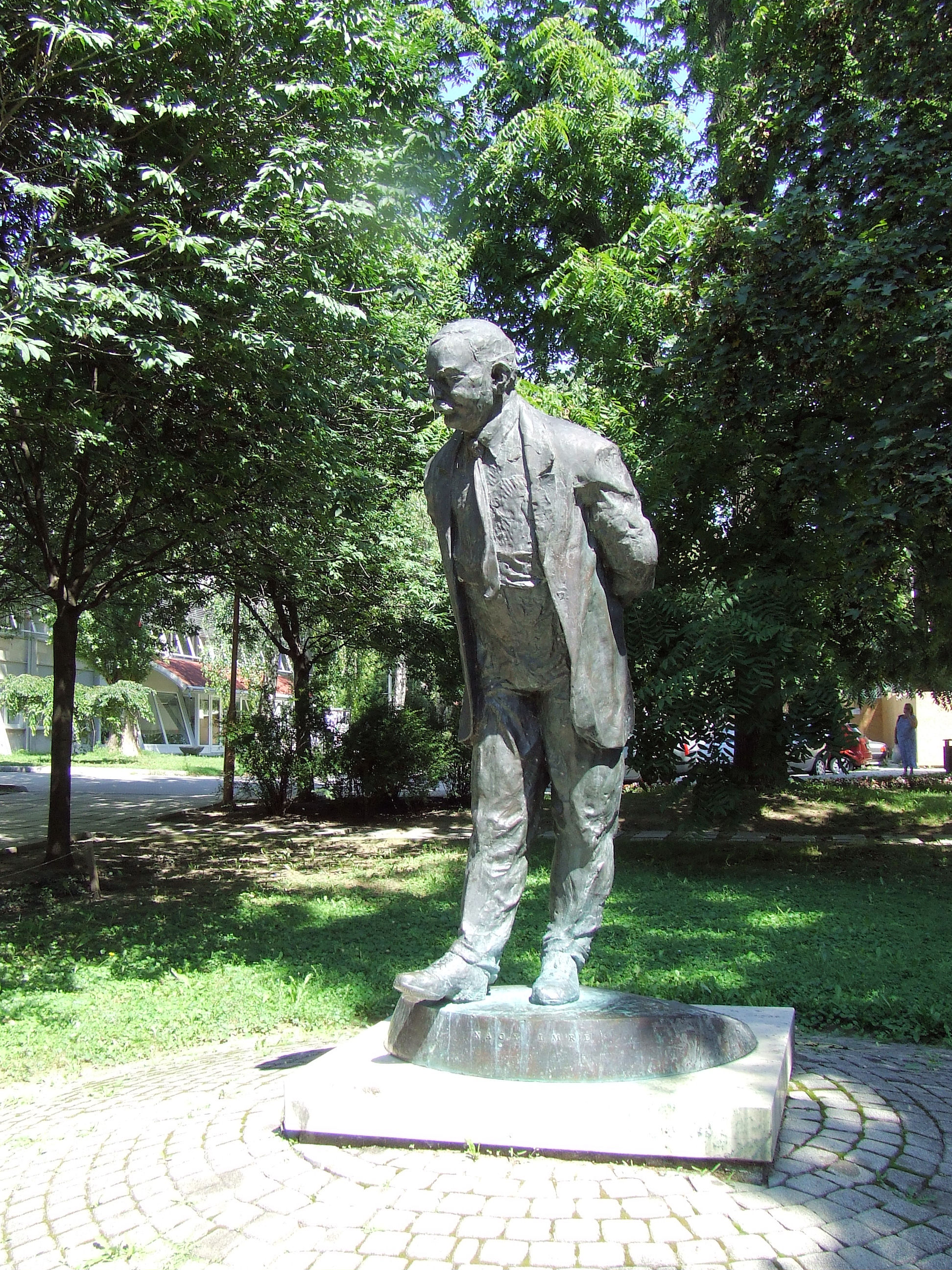
Nagy Imre szobra
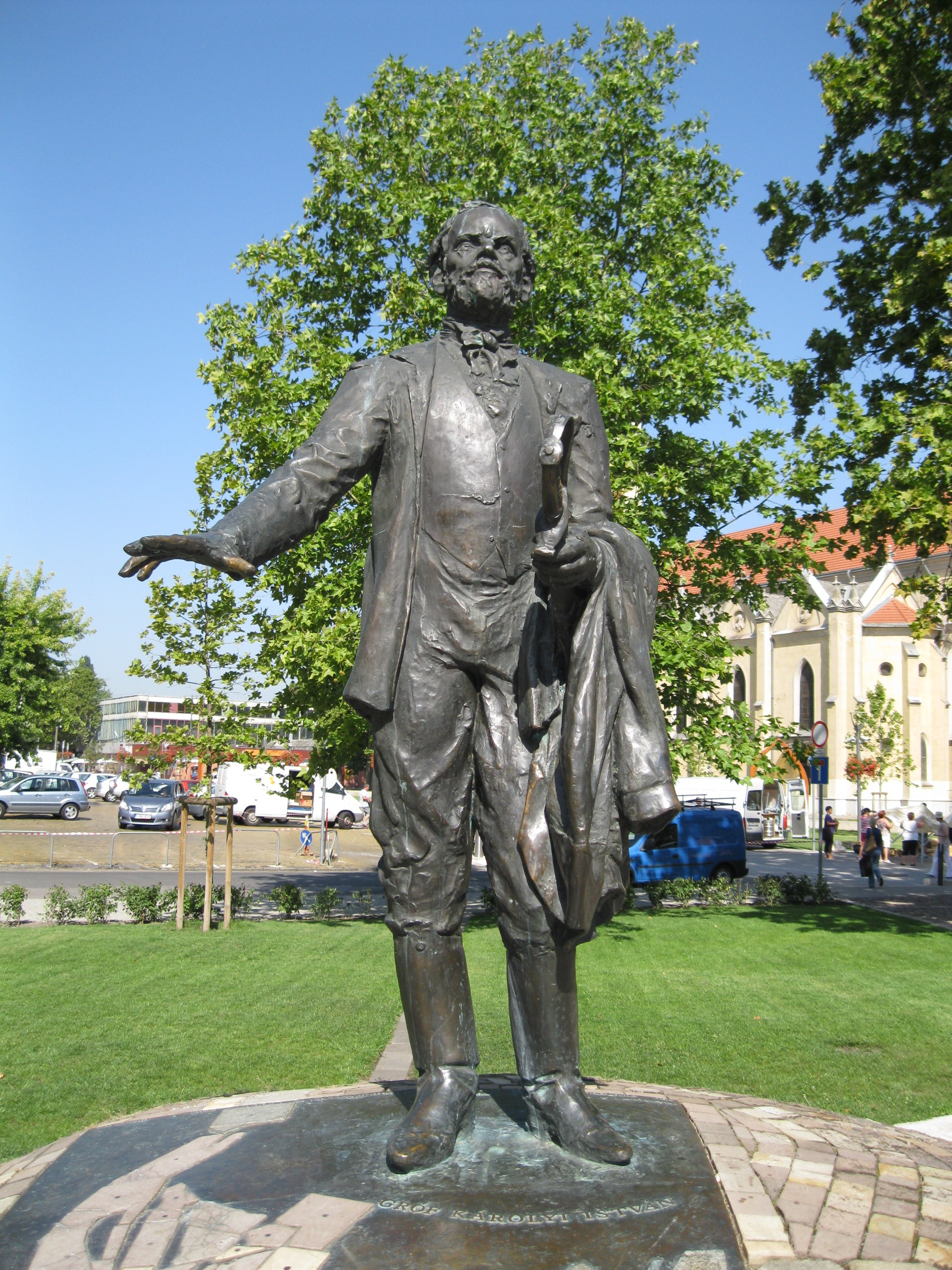
Károlyi István szobra